# (2576) Есенин
(2576) Есенин (лат. Yesenin) — типичный астероид главного пояса, открыт 17 августа 1974 года советским астрономом Людмилой Журавлёвой в Крымской астрофизической обсерватории и 28 января 1983 года назван в честь поэта Сергея Есенина.

## Обнаружение и именование
(2576) Есенин
Открыт 17 августа 1974 года в Научном Л. В. Журавлёвой.
Назван в память о поэте-лирике Сергее Александровиче Есенине (1895—1925).
Оригинальный текст (англ.)2576 Yesenin
Discovered 1974-08-17 by Zhuravleva, L. at Nauchnyj.
Named in memory of the lyric poet Sergej Alexandrovich Yesenin (1895—1925).
Источники: DISCOVERY.DB; M.P.C. 7619.

## Орбита

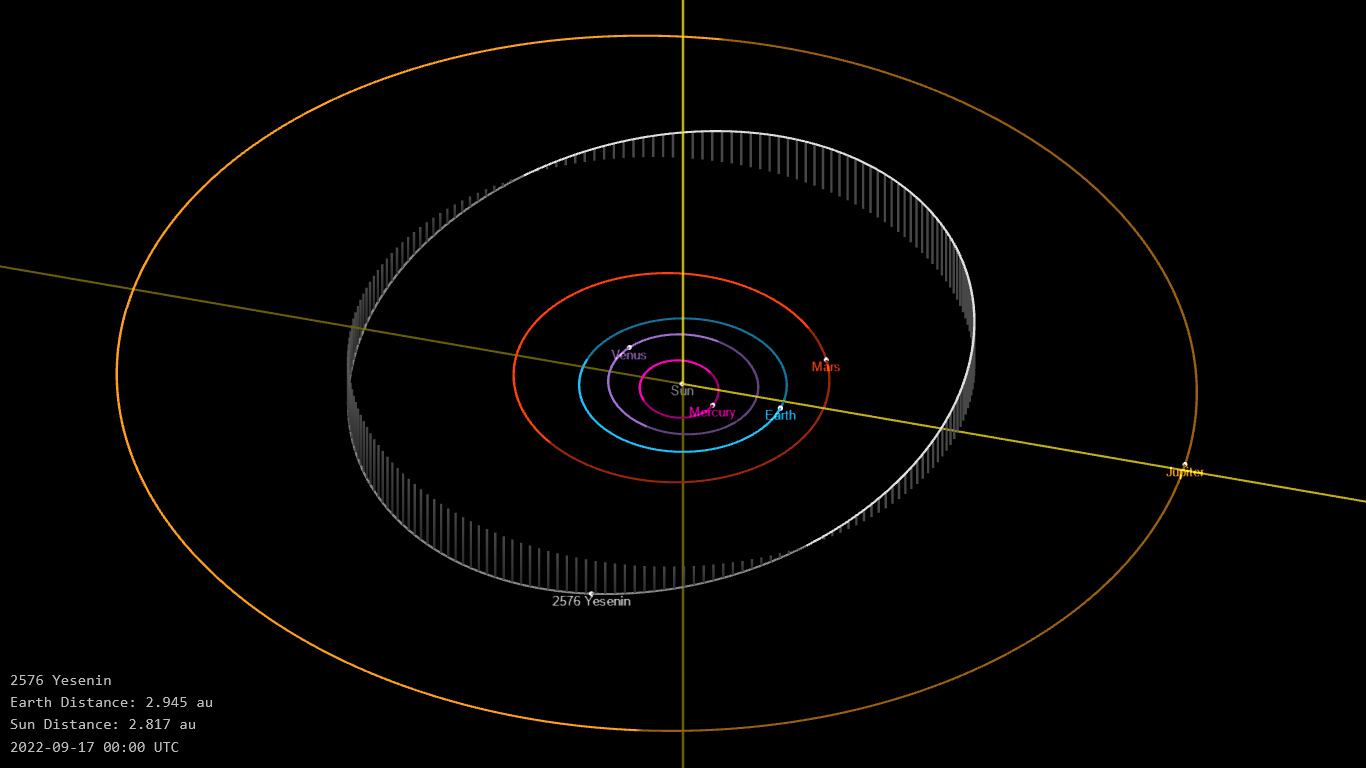
Орбита астероида Есенин и его положение в Солнечной системе

## Физические характеристики
Из наблюдений телескопа VISTA следует, что астероид относится к таксономическому классу U.
По результатам наблюдений в видимом и ближнем инфракрасном диапазоне космического телескопа NEOWISE и наблюдений в инфракрасном диапазоне спутника Akari диаметр астероида сначала оценивался равным 29,636±0,164 км, позже — 29,94±0,68 км, 32,14±10,38 км, 32,88±11,39 км и 27,887±0,178 км. Согласно тем же источникам альбедо оценивается как 0,0609±0,0224, 0,060±0,003, 0,06±0,05, 0,05±0,04 и 0,073±0,009.